# Осаново-Дубовое
Оса́ново-Дубо́вое — посёлок в Шатурском муниципальном районе Московской области. Входит в состав Кривандинского сельского поселения. Население — 1006 чел. (2010).

## Расположение
Посёлок Осаново-Дубовое расположен в западной части Шатурского района, расстояние до МКАД порядка 134 км. Высота над уровнем моря 144 м.

## Название
Первая часть названия происходит от наименования пустоши Осановской, которая упоминается ещё в писцовых книгах Владимирского уезда XVII века, вторая — от болота Дубового, расположенного рядом с посёлком. В 1990-х годах название сократили до Осаново, но затем вернули прежнее наименование.

## История
Посёлок возник как торфопредприятие в 1944 году. В 1940—1960 годы в окрестностях посёлка активно велись торофоразработки.
В 1947 году согласно Указу Президиума ВС РСФСР от 12.03.1947 года образован Осаново-Дубовский поселковый совет с центром в посёлке Осаново-Дубовое в пригородной зоне города Шатуры.
В 1994 году поселковый совет преобразован в поселковый округ. В 2004 году Осаново-Дубовский поселковый округ упразднён, посёлок Осаново-Дубовое включён в состав Кривандинского сельского округа.
В настоящее время в посёлке имеется средняя общеобразовательная школа, детский сад, дом культуры, поликлиника, отделение почтовой связи.

## Население
| 2002 | 2006  | 2010  |
| ---- | ----- | ----- |
| 1142 | ↘1134 | ↘1006 |